# Fernando de Olmos
Fernando de Olmos y Salcedo fue un capitán, encomendero, alcalde ordinario de Santafé en dos ocasiones y alcalde de mina de las lajas.
Encomendero de Payma, Chocontá, Pausuga, Sisatíba y Jaramillo en el Nuevo Reino de Granada (Colombia).
Hijo del capitán Francisco de Olmos Venero, alcalde de Mariquita y de Isabel Salcedo.